# Герб Копичинців
Герб Копи́чинців — один із символів міста Копичинці Гусятинського району Тернопільської області.

## Історичні герби

### Герб австрійського періоду
Герб австрійського періоду зображує в синьому полі два срібні перпендикулярні якорі зі складеними в орнамент золотими шнурами.

### Герб міжвоєнного періоду
Герб польського (1920—1939 рр.) періоду зображує в синьому полі два срібні перпендикулярні якорі зі складеними в орнамент золотими шнурами.